# Delta Leporis
Désignations
Delta Leporis (en abrégé δ Lep) est une étoile géante de la constellation du Lièvre. Sa magnitude apparente est de 3,81. D'après la mesure de sa parallaxe par le satellite Hipparcos, elle est distante d'environ ∼ 114 a.l. (∼ 35 pc) de la Terre. Elle s'éloigne du Système solaire à une vitesse radiale de +100 km/s.
Delta Leporis est une étoile géante rouge de type spectral K0 IIIb Fe-1,5 CH0,5, avec la notation « Fe-1,5 CH0,5 » indiquant que son spectre présente une sous-abondance marquée en fer mais une légère surabondance en CH. Son abondance en fer n'est équivalente en effet qu'à 15 % celle du Soleil. Sa faible métallicité combinée à son mouvement rapide indiquent que c'est une vieille étoile du disque épais et elle apparaît être une géante du red clump, qui génère son énergie par la fusion de l'hélium dans son noyau.
L'étoile est estimée être âgée de 10,7 milliards d'années et elle n'est que 94 % aussi massive que le Soleil. Son rayon est environ dix fois plus grand que le rayon solaire, elle est 45,4 fois plus lumineuse que le Soleil et sa température de surface est de 4 594 K.